# Peugeot Type 172
La Peugeot type 172 torpédo Grand Sport est un modèle d'automobile Peugeot de 1926.

## Historique
En 1925, Peugeot engage cette automobile en compétition automobile où elle remporte de nombreuses courses, entre autres un doublé à la Coupe des Alpes de 2989 km, avant d'être commercialisée en 1926.     
|  |  |